# Operacja Frigate Bird

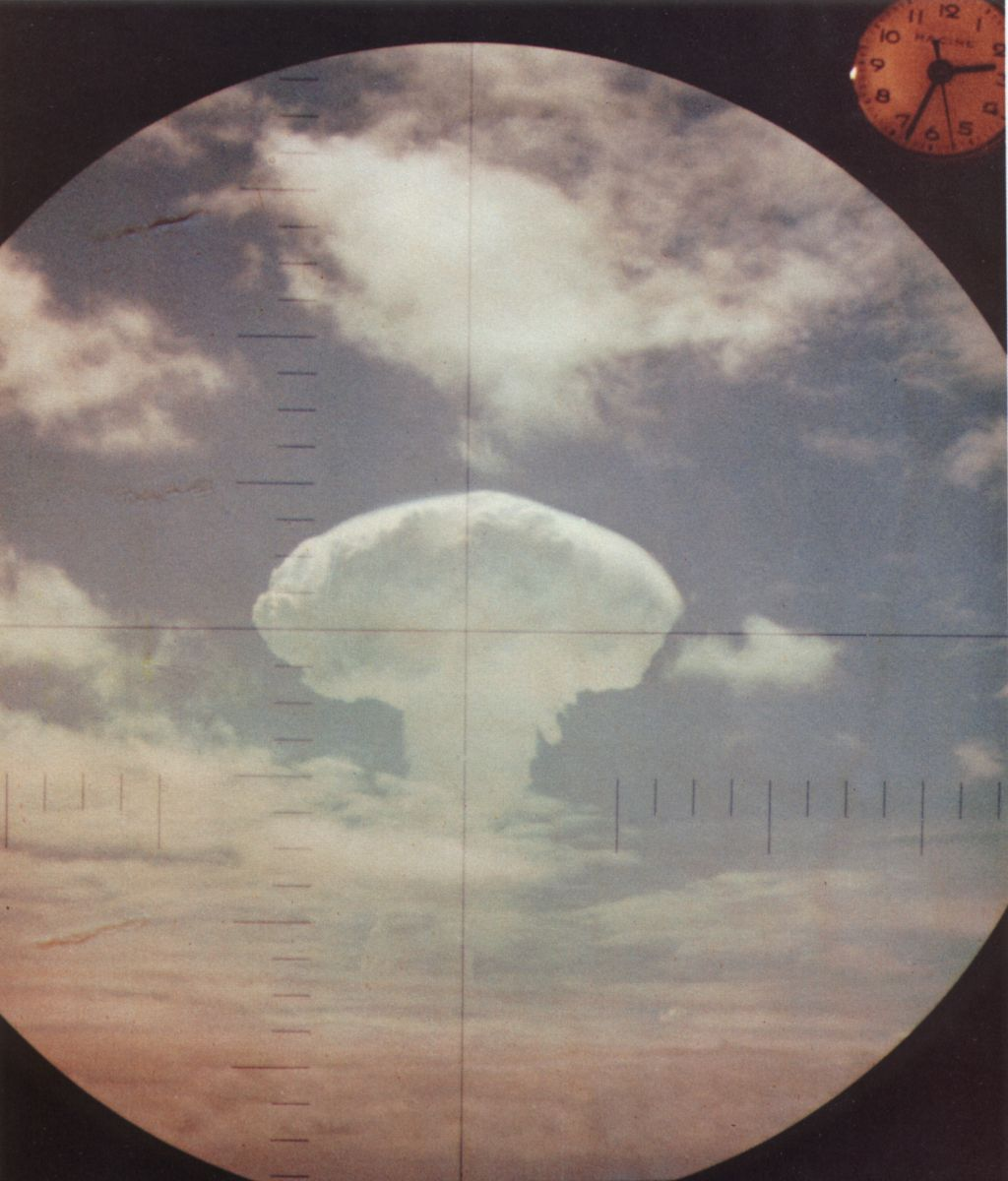
Obłok eksplozji nuklearnej w teście „Frigate Bird” widziany przez peryskop okrętu podwodnego USS „Carbonero” (SS-337)

Operacja Frigate Bird – przeprowadzona 6 maja 1962 roku pierwsza i jedyna w historii amerykańska operacja pełnego testu strategicznego systemu rakietowego przeprowadzonego od wystrzelenia pocisku balistycznego z zanurzonego okrętu podwodnego aż po rzeczywistą eksplozję nuklearną przy trafieniu głowicy jądrowej w cel.

## Moratorium na testy jądrowe
22 sierpnia 1958 roku, prezydent Dwight Eisenhower – zaniepokojony przyspieszeniem wyścigu zbrojeń i zagrożeniem dla środowiska stwarzanym przez naziemne próby jądrowe – zapowiedział, że jeśli uda się rozpocząć negocjacje ze Związkiem Radzieckim w sprawie zakazu testów atmosferycznych, Stany Zjednoczone podejmą jednostronne odnawialne moratorium na testy jądrowe na co najmniej rok. Po wyrażeniu przez Nikitę Chruszczowa zgody na rozpoczęcie negocjacji nad zakazem testów jądrowych, negocjacje zostały rozpoczęte, a po zakończeniu przez właśnie przeprowadzanych testów przez Stany Zjednoczone i Związek Radziecki – w ciągu trzech dni od siebie, żadne z tych państw nie przeprowadziło jakichkolwiek testów jądrowych przez trzy lata.
1 września 1961 r. jednak, Związek Radziecki złamał własne moratorium wprowadzając w życie plan 45 regularnych testów broni atomowej w ciągu 65 dni. Jednym z tych testów był największy w historii wybuch jądrowy bomby termojądrowej znanej pod nazwą „car bomba” o mocy 58 megaton. Dla wojskowych i cywilnych specjalistów na całym świecie było oczywiste, że przeprowadzenie tak dużej serii wybuchów, w tak krótkim czasie i na tak ogromną skalę, musiało być wynikiem długich i dokładnych przygotowań już w trakcie obowiązywania moratorium. W takiej sytuacji, 5 września 1961 roku ówczesny prezydent John F. Kennedy ogłosił, że Stany Zjednoczone są zmuszone do wznowienia testów jądrowych, a 10 dni później na mieszczącym się na pustyni Nevada poligonie jądrowym, przeprowadzono pierwszy z nowej serii testów podziemnych.

## Operacja Dominik

### Frigate Bird
6 maja 1962 operujący w składzie Joint Task Force 8 (JTF-8) okręt podwodny typu Ethan Allen USS „Ethan Allen” (SSBN-608), po raz pierwszy i jedyny w historii przeprowadził pełny test amerykańskiego strategicznego systemu balistycznego Polaris. Pocisk Polaris A-1 z jedną głowicą o mocy 600 Kt, odpalony został spod wody w oceanie Spokojnym, a głowica zdetonowała swój nuklearny ładunek jądrowy w pobliżu Wyspy Bożego Narodzenia na południowym Pacyfiku.